# Dialetto lodigiano
Il dialetto lodigiano è una delle varianti del ramo occidentale o insubre della lingua lombarda, parlato nella provincia di Lodi, in alcuni comuni lungo il confine delle province di Milano (nelle aree di Paullo e Melegnano) e Pavia (nella zona di Chignolo Po e Miradolo Terme), nei comuni occidentali del Territorio Cremasco e nell'exclave milanese in territorio lodigiano di San Colombano al Lambro. 
A differenza del dialetto pavese, per il quale è discussa l'appartenenza alla lingua lombarda (sottogruppo occidentale) a favore di quella emiliana, pare certo che il lodigiano possa essere incluso nel sottogruppo occidentale, pur se influenzato dalla parlata emiliana, soprattutto nelle zone di Codogno e Casalpusterlengo che risentono dell'influenza del dialetto piacentino.
Il dialetto lodigiano è classificato tra i dialetti gallo-italici. Gli insediamenti gallici prelatini nel territorio della provincia, la colonizzazione romana ed il susseguirsi delle dominazioni germaniche, spagnole e francesi hanno determinato l'evoluzione e la caratterizzazione della parlata lodigiana.

## Varianti
In realtà il dialetto lodigiano non è uniforme in tutta la provincia di Lodi, ma ne esistono diverse varianti. Già nella città di Lodi ci sono differenze tra la parlata del centro e quella dei rioni. Appena fuori Lodi, verso Pavia, Piacenza, Cremona e Milano, le differenze si fanno progressivamente più marcate. I dialetti di Sant'Angelo Lodigiano, Casalpusterlengo, Codogno, Castiglione d'Adda e San Colombano al Lambro hanno parole, declinazioni ed accenti differenti.
In alcuni comuni della provincia particolarmente vicini alla città di Piacenza come San Rocco al Porto, Guardamiglio e Caselle Landi, la parlata locale si avvicina al dialetto piacentino. 
Inoltre, le espressioni lodigiane non sono più quelle del mondo contadino. Lodi ha subito, dalla seconda metà dell'800, profondi mutamenti nei modelli di vita. I lodigiani senza rinnegare la loro matrice agricola, sono divenuti orgogliosi dello status di cittadini. Ecco quindi che accanto ad espressioni legate alla terra ed al ciclo delle stagioni, si sono affermate espressioni tipicamente urbane, spesso mutuate dal vicino dialetto milanese.